# Motivo (música)
El motivo es la unidad mínima con sentido musical que funciona como elemento generador de elaboraciones. El motivo está construido por una o dos organizaciones rítmico-melódicas mínimas, llamadas células. Se distingue del tema o  sujeto por ser mucho más breve y generalmente fragmentario. En efecto, los motivos suelen derivarse de los temas. En algunos tipos de música (como por ejemplo la polifonía renacentista o barroca) el motivo se denomina “cabeza de tema”.
Ejemplos:
- Motivo BACH
- Motivo DSCH
- Motivo de la cruz

- Datos: Q908349
- Multimedia: Motifs (music) / Q908349